# Сесынгъёган
Сесынгъёган (устар. Сезынь-Юган) — река в Белоярском районе Ханты-Мансийского автономного округа. Устье реки находится на 16-м км левого берега реки Монгутлоръёган. Длина реки составляет 30 км.

## Данные водного реестра
По данным государственного водного реестра России относится к Нижнеобскому бассейновому округу, водохозяйственный участок реки — Обь от впадения реки Северная Сосьва до города Салехард, речной подбассейн реки — бассейны притоков Оби ниже впадения Северной Сосьвы. Речной бассейн реки — (Нижняя) Обь от впадения Иртыша.